# FK Bospor Bohumín
FK Bohumín is een Tsjechische voetbalclub uit de stad Bohumín.

## Geschiedenis
In 1928 werd in de stad voor het eerst een Tsjechische club opgericht, voorheen waren er enkel clubs van de Sudeten-Duitsers. Slezká Slavia Bohumín bestond echter maar een korte tijd. In het voorjaar van 1931 werd AFK Nový Bohumín opgericht, deze club zou de succesvolste van de stad worden. Tot aan het begin van de Tweede Wereldoorlog pendelde de club tussen de derde en vierde klasse.
Na de communistische machtsovername werd de naam veranderd in AFK Baňská a hutní Bohumín en werd de club van de plaatselijke staalfabriek. De naam werd in de volgende jaren nog een aantal keer veranderd. In 1953 volgde een grote reorganisatie in het Tsjecho-Slowaakse voetbal en alle club van staalfabrieken moesten de naam Baník aannemen. In 1958 greep de politiek nog een laatste maal in. De club moest fuseren met Drátovný Bohumín en werd zo Železárny a drátovny Bohumín, kortweg ŽD Bohumín.
In 1959 slaagde de club erin te promoveren naar de derde klasse. Voor het seizoen 1969/70 werd de derde klasse gereorganiseerd. Voorheen waren er zes reeksen met veertien ploegen en dit werd teruggebracht op drie groepen met zestien ploegen. ŽD was vijfde geëindigd in groep D en plaatste zich zo. Twee jaar later werd de club vicekampioen en het jaar erna promoveerde de club voor het eerst naar de tweede klasse. In het eerste seizoen werd de club zevende met evenveel punten als Dukla Banská Bystrica. Het volgende seizoen werd echter de laatste plaats behaald. Na twee seizoenen keerde de club terug en werd knap vierde met één punt achterstand op LIAZ Jablonec. Ook de volgende seizoenen deed de club het goed met een vierde en een zesde plaats. Na twee seizoenen middenmoot kwam de club in de problemen en degradeerde in 1983.
In 1992/93 werd de club tweede en plaatste zich hierdoor voor de Druhá liga, de nieuwe tweede klasse na de onafhankelijkheid van Tsjechië. Daar werd de club voorlaatste maar kon het behoud verzekeren omdat de competitie werd uitgebreid naar 18 clubs. In 1994 werd de firma Dipol van Josef Tetur sponsor en deze naam werd ook in de clubnaam opgenomen, maar veranderde even snel weer de naam in FC Coring Bohumín. Het volgende seizoen werd de club dertiende, maar degradeerde toch naar de derde klasse. Tetur trok zich terug en de naam werd SK Bohumín. Na twee seizoenen degradeerde de club naar de vierde klasse en ging in vrije val door naar de vijfde klasse. Op 1 juli 2006 fuseerde de club met FC Rapid Skřečoň en ging ook op het terrein van die club spelen. De nieuwe naam werd FK Bohumín.

## Statistieken
- 2. Tsjechische Liga 1993/94 en 1994/95:

| Liga            | Plats     | Wed | W  | G | V  | Saldo | Ptn |
| 2. Liga 1993/94 | 15. Platz | 30  | 6  | 6 | 18 | 22:60 | 18  |
| 2. Liga 1994/95 | 13. Platz | 34  | 14 | 4 | 16 | 46:52 | 46  |

### Tsjechoslowakije
|         | 71/72 | 72/73 | 73/74 | 74/75 | 75/76 | 76/77 | 77/78 | 78/79 | 79/80 | 80/81 | 81/82 | 82/83 | 83/84 | 84/85 | 85/86 | 86/87 | 87/88 | 88/89 | 89/90 | 90/91 | 91/92 | 92/93 |
| ------- | ----- | ----- | ----- | ----- | ----- | ----- | ----- | ----- | ----- | ----- | ----- | ----- | ----- | ----- | ----- | ----- | ----- | ----- | ----- | ----- | ----- | ----- |
| 1. Liga |       |       |       |       |       |       |       |       |       |       |       |       |       |       |       |       |       |       |       |       |       |       |
| 2. Liga |       | 7.    | 16.   |       |       | 4.    | 4.    | 6.    | 9.    | 8.    | 13.   | 14.   |       |       |       |       |       |       |       |       |       |       |
| 3. Liga | 1.    |       |       | 2.    | 1.    |       |       |       |       |       |       |       | 4.    | 7.    | 5.    | 6.    | 6.    | 5.    | 10.   | 3.    | 5.    | 2.    |

### Tsjechië
|         | 93/94 | 94/95 | 95/96 | 96/97 | 97/98 | 98/99 | 99/00 | 00/01 | 01/02 | 02/03 | 03/04 | 04/05 | 05/06 | 06/07 | 07/08 |
| ------- | ----- | ----- | ----- | ----- | ----- | ----- | ----- | ----- | ----- | ----- | ----- | ----- | ----- | ----- | ----- |
| 1. Liga |       |       |       |       |       |       |       |       |       |       |       |       |       |       |       |
| 2. Liga | 15.   | 13.   |       |       |       |       |       |       |       |       |       |       |       |       |       |
| 3. Liga |       |       | 15.   | 15.   |       |       |       |       |       |       |       |       |       |       |       |
| 4. Liga |       |       |       |       | 16.   |       |       |       |       |       |       |       |       |       |       |
| 5. Liga |       |       |       |       |       | 5.    | 11.   | 6.    | 7.    | 8.    | 14.   | 12.   | 10.   | 6.    |       |

## Bekende ex-spelers
- Petr Drozd
- Martin Guzík
- Michal Guzík
- Kamil Janšta
- Bohuš Keler
- František Kunzo
- Milan Lednicky
- Jaroslav Netolička
- Marek Poštulka
- Pavel Srníček
- Pavol Švantner

## Naamsveranderingen
- 1931 AFK Nový Bohumín
- 1948 AFK Baňská a hutní Bohumín
- 1949 TJ BŽGK Bohumín
- 1953 TJ Baník BŽGK Bohumín
- 1958 TJ ŽD Bohumín
- 1993 FC ŽD Bohumín
- 1994 FC Dipol Bohumín
- 1994 FC Coring Bohumín
- 1996 SK Bohumín
- 199? ŽD Bohumín
- 2006 FK Bohumín